# Połajewo
Połajewo (in tedesco Güldenau) è un comune rurale polacco del distretto di Czarnków e Trzcianka, nel voivodato della Grande Polonia.
Ricopre una superficie di 141,97 km² e nel 2004 contava 6 114 abitanti.